# Bambusa brunneoaciculia
Bambusa brunneoaciculia är en gräsart som beskrevs av G.A.Fu. Bambusa brunneoaciculia ingår i släktet Bambusa och familjen gräs.
Artens utbredningsområde är Hainan (Kina). Inga underarter finns listade i Catalogue of Life.